# Leemcule
De Leemcule is een havezate in het Nederlandse dorp Dalfsen, provincie Overijssel. De havezate is een rijksmonument.

## Geschiedenis
In 1434 werd Daem van Amstel met de Leemcule beleend. Hij liet de Leemcule in 1436 na aan zijn dochter Aleid. Zij en haar echtgenoot Hugo van Fleringen droegen Johan van Ockenbroeck voor als hun leenopvolger; dit werd in 1440 door de Utrechtse bisschop gehonoreerd door Johan met de Leemcule te belenen. De kleinzoon van Johan van Ockenbroeck erfde in 1457 het goed.

### Van Haersolte
De Leemcule bleek in 1466 een achterleen te zijn van het huis Zuthem en werd door de familie Schedelick bewoond. Zij verkochten de Leemcule in 1475 aan Geert Duwer. Via zijn dochter Aleid kwam de Leemcule in bezit van haar echtgenoot Seino van Ittersum. Toen hun dochter Elisabeth trouwde met Hendrik van Haersolte, kwam de havezate in deze familie terecht. Hun zoon Johan werd in 1546 in de ridderschap opgenomen en een jaar later met de Leemcule beleend. Hij zorgde voor de bouw van de grote zaal van het huis en wist in 1558 ook het erfdeel van zijn zuster in bezit te krijgen, zodat de Leemcule weer in één hand kwam. Johans gelijknamige zoon erfde de Leemcule en werd in 1579 ook lid van de ridderschap. Drie jaar later trouwde hij met Geertruid Knoppert.
De familie Van Haersolte was katholiek gebleven tijdens de Opstand tegen Spanje. Gerharda van Haersolte, dochter van Johan en Geertruid, erfde in 1604 de havezate. Zij was getrouwd met Hans Christopher van Schierick, een militair in het Spaanse leger. Het echtpaar woonde niet op de Leemcule, waardoor het lange tijd leeg stond en last kreeg van achterstallig onderhoud. Ook rustten er schulden op de havezate. In 1640 besloten ze de havezate te verkopen en zelf te verhuizen naar Mechelen.

### Mulert
De nieuwe eigenaar was het echtpaar Boldewijn Jacob Mulert en Hermelina van Keppel. Naast de havezate en de bijbehorende leenkamer omvatte het goed ook diverse hoeves en het recht op visserij in de Vecht. Het bezit van de havezate leverde Boldewijn een plek op in de Overijsselse ridderschap en hij zou in 1649 zelfs namens Overijssel zitting nemen in de Staten-Generaal in Den Haag.
In 1667 overleed Boldewijn. De havezate was een jaar eerder al flink beschadigd geraakt door Münsterse troepen en zijn zoon en erfgenaam Joachim zorgde voor het herstelwerk aan het huis. Joachim was in 1670 rentmeester van Lingen geworden namens Willem III en in 1683 werd hij dijkgraaf van Salland. Het rentmeesterschap zorgde voor problemen: Joachim en zijn vrouw gebruikten in 1685 de havezate als onderpand maar een dreigende rechtszaak wegens wanbetaling leidde ertoe dat ze hun inboedel, paarden en koeien moesten verkopen. Joachim overleed in 1686 en liet de Leemcule na aan zijn zoon Johan Boldewijn Mulert, terwijl de weduwe tot haar dood in 1714 het vruchtgebruik bleef behouden. Johan overleed al in 1701 en de Leemcule kwam daardoor in bezit van zijn broer Herman Willem, die nu lid kon worden van de ridderschap. Herman Willem had een militaire loopbaan en werd uiteindelijk in 1747 luitenant-generaal. Een jaar later overleed hij en zijn zoon Boldewijn Jacob – eveneens militair – volgde hem op. Boldewijn overleed in 1778 in het garnizoen in Breda. 
Joachim Ernst Mulert tot de Leemcule, zoon van Boldewijn, was al in 1775 lid geworden van de ridderschap en erfde de Leemcule van zijn vader. Hij trouwde in 1777 met Adriana Petronella van Nassau-Woudenberg, maar het was geen gelukkig huwelijk want in 1783 vroeg Adriana een echtscheiding aan. Zij stierf in 1789. Joachim werd in 1795 dijkgraaf van Salland en lid van de vergadering van het Volk van Overijssel. In 1804 verkocht hij de Leemcule in een openbare veiling. De nieuwe eigenaar was zijn eigen zoon Frederik Christiaan, met wie hij een slechte verstandhouding had. 
Frederik liet de havezate in 1811-1812 afbreken en verbouwde het oostelijke bouwhuis tot een woning. Hij werd lid van de ridderschap van Overijssel en kreeg in 1822 de titel baron toegekend. Een jaar later liet hij het bouwhuis verbouwen en uitbreiden, zodat de huidige havezate ontstond. Hij stierf in 1849, waarmee een einde kwam aan de bewoning door de familie Mulert.

### Verkoop
In 1852 verkochten de nazaten van Frederik de havezate aan de Zwolse handelaar Johannes Anthonius van Esch, die er van 1856 tot zijn overlijden in 1865 woonde. Zijn erfgenamen splitsten de Leemcule op in twee percelen die elk apart werden verkocht, maar ze kwamen in 1869 weer in één hand terecht, namelijk bij Hendrik Willem Adriaan van Oordt. In 1881 werd de Leemcule opnieuw openbaar geveild, en nu in drie losse percelen, met de bedoeling dat het huis voor afbraak werd verkocht. Adrianus Marinus van Royen kocht het huis aan en verkocht dit in 1887 weer door aan Jacqueline Henriette Anna Elisabeth van Rechteren Rimpurg.
In de 20e eeuw werd de Leemcule nog enkele malen verkocht. In 1968 kocht Constant Wilhelm baron van Boetzelaer van Asperen de havezate.

## Beschrijving
De oorspronkelijke havezate zal in de 15e eeuw zijn gebouwd. In 1558 werd een ‘groote sale’ toegevoegd. Eind 17e eeuw waren er vier kamers, elk met een eigen haardplaats.
Rondom het complex werd een orthogonaal lanenstelsel aangelegd. De lindenlaan fungeerde hierin als zichtas op de kerktoren van Dalfsen en liep daardoor enigszins scheef ten opzichte van de andere lanen. Dit had ook gevolgen voor de twee bouwhuizen: het westelijke bouwhuis was noodgedwongen korter dan het oostelijke en beide hadden een schuine zuidgevel, om zo ruimte te bieden aan de lindenlaan.
Uiteindelijk werden de havezate en het westelijke bouwhuis in 1811-1812 afgebroken, terwijl de gracht grotendeels werd gedempt. Het oostelijke bouwhuis kreeg nu de functie van woning. In 1823 werd dit bouwhuis nog eens verbouwd en uitgebreid.

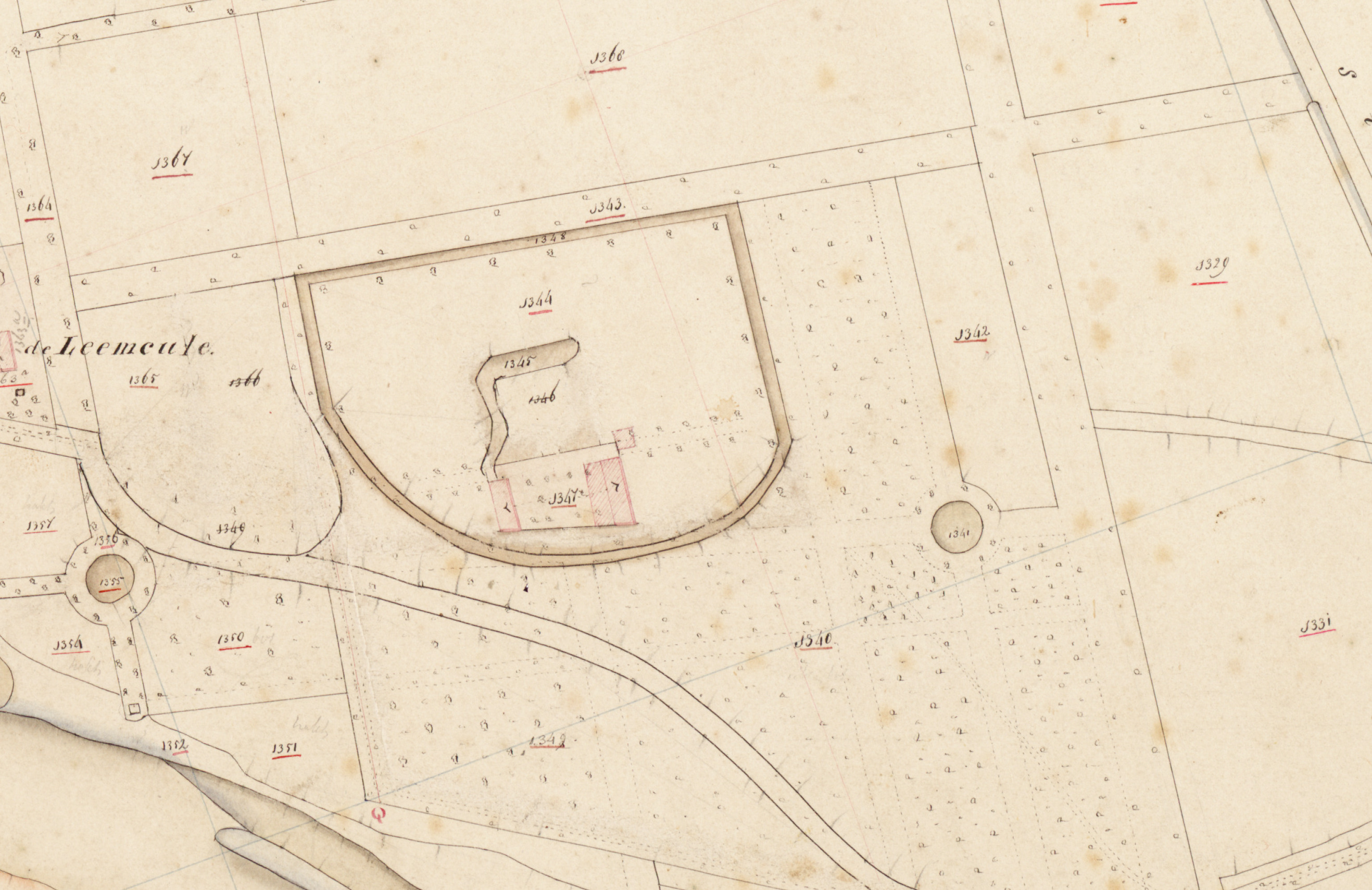
Havezate Leemcule op de kadastrale kaart 1811-1832. Het rechtergebouw op perceel 1347 is de huidige havezate.

### Overzicht
De Leemcule ligt ten noorden van het riviertje de Vecht. Het volledige complex bestaat uit drie delen: het huis met tuin en het bos met binnenwei liggen aan de noordzijde van Ruitenborghweg, de Voorwei met weiland en wandelbos ligt aan de zuidzijde ervan.

#### Hoofdgebouw
Het huidige hoofdgebouw was oorspronkelijk het 18e-eeuwse oostelijke bouwhuis. In 1823-1824 werd dit bouwhuis aan de voorzijde uitgebreid met vier kamers en een vestibule, waardoor het huis in omvang verdubbelde. Daardoor ontstond het huidige langgerekte bakstenen gebouw met een afgewolfd schilddak en een dakruiter. De voorgevel telt negen traveeën waarvan de middelste drie als risaliet fungeren en door een houten fronton worden afgedekt.
In de noordelijke zijgevel is de stichtingssteen aangebracht met de tekst ‘Mulert 1824’.
De zuidelijke zijgevel staat enigszins scheef ten opzichte van de voor- en achtergevel. Langs die zuidgevel ligt namelijk de lindenlaan en die moest binnen de oude parkaanleg als zichtas fungeren, waardoor de gevel noodgedwongen scheef werd gebouwd.
In 1850 werd een nieuw bouwhuis opgetrokken, tegen de noordoosthoek van het woonhuis aan. Dit bakstenen bouwhuis telt één bouwlaag en een schilddak.

#### Tuin
Nadat de slotgracht gedeeltelijk was gedempt in de jaren 1811-1812, werd er een singelgracht gegraven waarbinnen een landschappelijke tuin werd aangelegd. Van de middeleeuwse gracht is nog een deel bewaard in de vorm van de vijver tegenover het huidige huis.
Van de oorspronkelijk geometrische parkaanleg met waaiervormig lanenpatroon zijn delen bewaard gebleven.
Aan de westzijde van het huis is in 1970 een weiland met een landschappelijk park aangelegd. Aan de andere zijde van de Ruitenborghweg ligt de Voorwei, met aan de westzijde aan wandelbosje met slingerpaden. Hier stond ooit een theekoepel aan de dijk van de Vecht. 

### Rechten
Aan de havezate waren van oudsher diverse rechten verbonden. Een belangrijk recht was het lidmaatschap van de ridderschap van Overijssel. Daarnaast bezat de eigenaar ook het recht op visserij op de Vecht. Afgezien van het huis zelf en de bijgebouwen, behoorden ook landerijen en een aantal erven tot het eigendom, zoals de Grote Leemcule. Er was ook een leenkamer waar in 1779 tien tot twaalf vazallen onder vielen. Bij de verkoop in 1852 werd tevens aangegeven dat de Leemcule het collatierecht van de kerk van Dalfsen omvatte en een aantal vaste zitplaatsen in de dorpskerk. 
Den Aalshorst · Den Alerdinck · Huis Almelo · Arkelstein · Averbergen · Azoelen · Backenhagen · Bellinckhof · Den Berg · Huis Bergentheim · Beugelskamp · Beverfeurde · Blankena · Hof te Boekelo · Borgbeuningen · Havezate Boskamp · Boxbergen · Havezate Brecklenkamp · Bredenhorst · Buckhorst · Campherbeek · Colckhof · Den Dam · Huis Diepenheim · Dingshof · Dubbelink · Kasteel Eerde · Egede · Havezate Elsen · Everlo · Landgoed Frieswijk · Glinthuis · Huis Gramsbergen · Grimberg · Grotenhuis · De Haere · Haerst · Hagmeule · Slot Hardenberg · Huis Heeckeren · Huis Hengelo · Herxen · Hofstede · Hogenhof · Hondeborg · Katenhorst · Kevelham · Kranenburg · De Kuile · Het Laar · Leemcule · Luttenberg · Mataram · Mennigjeshave · Nijenhuis (Diepenheim) · Nijenhuis (Olst-Wijhe) · Oldemeule · Olidam · Oosterhof · Huis te Ootmarsum · Den Ordel · Pekkedam · Pothof · Rande · Kasteel Rechteren · Het Reelaer · Rhaan · Rutenberg · Huis Saasveld · Havezate Schoonheten · Havezate Schuilenburg · Singraven · Stoevelaar · Kasteel Toutenburg · Twickel · Vechterweerd · Venebrugge · Kasteel Voorst · Warmelo · Wegdam · Weldam · Weleveld · Huis Werkeren · Westerflier · Wittenstein · Zuthem
Ahnem · Den Alerdinck · Arendshorst · Arkelstein · Averbergen · Beerze · Den Berg · Bergentheim · Blankena · Borgele · Boskamp · Boxbergen · Bredenhorst · Buckhorst · Campherbeek · Collendoorn · Den Dam · Dieze · Dingshof · Den Doorn · Hof te Dorth · Eerde · Egede · De Gelder · Gerner · Glinthuis · Gramsbergen · De Groote Scheere · De Grote Weede · De Haere · Haerst · Hagenvoorde · Heemse · Herxen · Hoenlo · Hofstede · 't Hogeholt · Hogenhof · 't Hoogehuis · Junne · Kranenburg · Krijtenberg · De Kuile · Het Laar · Langeveldslo · Leemcule · Luttenberg · Melenhorst · Mennigjeshave · Nijenhuis · Oosterveen · Den Ordel · De Pol · Pothof · Rande · Rechteren · Het Reelaer · Rhaan · Rollecate · Rutenberg · Schoonheten · Schuilenburg · Vechterweerd · Velner · Venebrugge · Verborg · Voorst · Vrieswijk · Werkeren · Westerveld · Windesheim · Wittenstein · Wolfshagen · Zuthem